# Onderwaterbeton
Onderwaterbeton is een betonsoort die qua samenstelling niet veel afwijkt van normaal beton. De wijze van aanbrengen is erop gericht om te voorkomen dat het beton bij aanraking met water uitspoelt waardoor het cement, zand en grind niet meer goed gemengd zijn. Ontmengen zal als gevolg hebben dat het beton niet meer uithardt.

## Toepassing
Het voordeel van onderwaterbeton is dat er geen grondwater onttrokken hoeft te worden bij de aanleg van bouwwerken onder de grondwaterspiegel. Dit kan een aanzienlijke kostenbesparing betekenen naast een beperking van het risico van zettingen in de bodem als gevolg van de grondwateronttrekking.
Het aanbrengen van een vloer van onderwaterbeton gebeurt doorgaans in een met een damwand omsloten bouwkuip met een buis van staal of kunststof die tot op de bodem van een ontgraven put reikt. Hierdoor bereikt het beton de bodem als een solide massa en kan het niet uitspoelen. Zodra het beton uitgehard is, wordt het water weggepompt en kan de vloer belast worden. De vloer is vaak relatief dik omdat deze weerstand moet bieden aan de hydrostatische druk die het water erop uitoefent van onder af. In sommige gevallen worden heipalen aangebracht om de vloer te verankeren.

## Samenstelling betonmortel
Deze moet zodanig worden gekozen dat de betonmortel:
- voldoet aan de eisen welke de constructeur heeft geformuleerd
- met behulp van een betonpomp met hoge snelheid verpompt kan worden (veelal >100 m³/h)
- niet gevoelig is voor ontmenging en uitspoeling
- zichzelf (door eigen gewicht) onder water verdicht
- goed vloeit waardoor palen, ankers, liftputten enz. optimaal worden omsloten
- damwandkasten goed vult
- zichzelf nivelleert, waardoor een relatief vlakke betonvloer wordt verkregen

De verschillende grondstoffen en hoeveelheden moeten zorgvuldig worden gekozen om aan bovenstaande te kunnen voldoen.
Toevoegen van staalvezels aan het betonmengsel is toegepast in diverse projecten. Toepassing van staalvezelbeton verhoogt de taaiheid van het onderwaterbeton.

## Berekeningsmethodiek
In Nederland zijn sinds 2001 rekenregels samengevat in CUR-aanbeveling 77 voor het ontwerp van ongewapende onderwaterbetonvloeren. In 2014 is de herziene versie van deze aanbeveling gepubliceerd: CUR77:2014.